# Марс-5
«Марс-5» — советская автоматическая межпланетная станция серии М-73 по программе «Марс» запущенная 25 июля 1973 года в 18:55:48 UTC. Серия М-73 состояла из четырёх АМС четвёртого поколения, предназначенных для изучения планеты Марс. Космические аппараты «Марс-4» и «Марс-5» (модификация М-73С), должны были выйти на орбиту вокруг планеты и обеспечивать связь с предназначенными для работы на поверхности автоматическими марсианскими станциями. Спускаемые аппараты с автоматическими марсианскими станциями доставляли космические аппараты «Марс-6» и «Марс-7» (модификация М-73П). 
Станция «Марс-5», в отличие от идентичной по конструкции АМС «Марс-4», успешно вышла на орбиту вокруг планеты, однако сразу же произошло нарушение герметичности приборного отсека, в результате чего работа станции длилась лишь около двух недель.

## Конструкция аппарата
Основным конструктивным элементом, к которому крепятся агрегаты, в том числе, двигательная установка, панели солнечных батарей, параболическая остронаправленная и малонаправленные антенны, радиаторы холодного и горячего контуров системы обеспечения теплового режима и приборная часть, служит блок топливных баков двигательной установки.
Важное отличие модификаций М-73С и М-73П заключается в размещении научной аппаратуры на орбитальном аппарате: в спутниковом варианте научная аппаратура устанавливается в верхней части блока баков, в варианте со спускаемым аппаратом – на коническом переходном элементе, соединяющем приборный отсек и блок баков.
Для аппаратов экспедиции 1973 года КТДУ модифицирована. Вместо основного двигателя 11Д425.000 установлен 11Д425А, тяга которого в режиме малой тяги составляет 1105 кг (удельный импульс 293 секунды), а в режиме большой тяги — 1926 кг (удельный импульс 315 секунд).
Блок баков заменен новым, больших габаритов и объёма за счёт цилиндрической вставки, при этом применены также увеличенные расходные топливные баки. Установлены дополнительные баллоны с гелием для наддува топливных баков.
В остальном орбитальные аппараты серии М-73 по компоновке и составу бортовой аппаратуры за небольшим исключением повторяли серию М-71.

### Масса
Общая масса КА «Марс-5» составила 4000 кг. Масса научной аппаратуры орбитального аппарата (с ФТУ) — 117,8 кг. Корректирующая двигательная установка заправлена 1705,2 кг топлива: 594,9 кг горючего и 1110,3 кг окислителя.

### Научные приборы
Научные приборы, размещенные на станции «Марс-5», предназначались, главным образом, для изучения ряда важнейших характеристик поверхности планеты и околопланетного пространства с орбиты.
Аппарат был оснащён лайман-альфа-фотометром, сконструированным совместно советскими и французскими учёными, и предназначенным для поиска водорода в верхних слоях атмосферы Марса. Установленный на борту магнитометр производил измерения магнитного поля планеты. Для измерения температуры поверхности предназначался инфракрасный радиометр, работавший в диапазоне 8—40 мк. Характеристики текстуры поверхности изучались с помощью двух поляриметров.
Также на борту АМС «Марс-5» были установлены четыре фотометра. Первый анализировал углекислотные полосы инфракрасного спектра для определения рельефа Марса. Второй работал в диапазоне 0,35—0,7 мк и предназначался для изучения цвета и альбедо. Третий фотометр, использовавший длину волны 1,38 микрон, анализировал наличие водяного пара в атмосфере Марса. Последний, ультрафиолетовый фотометр в диапазоне 0,26—0,28 мк, предназначался для поиска озона.
«Марс-5» был оснащён фототелевизионной системой обработки изображений, состоящий из двух камер. Одна из них, названная «Вега-3МСА», имела фокусное расстояние 52 мм и угол обзора 35,7°. Другая, «Зуфар-2СА», имела фокусное расстояние 350 мм и угол обзора 5,67°. Изображения принимались через синий, красный, зелёный и дополнительный специальный оранжевый светофильтры. Камеры обеспечивали разрешение от 100 м до 1 км.

### Технологическая новизна проекта
Впервые в практике отечественной космонавтики в одной межпланетной экспедиции одновременно участвовали четыре автоматических космических аппарата.
При подготовке экспедиции продолжена, начатая для аппаратов серии М-71, модернизация наземных экспериментальной и испытательной баз, командно-измерительного наземного комплекса.
Так, для проверки и уточнения тепловых расчетов созданы специальные вакуумные установки, оснащенные имитаторами солнечного излучения. Аналог автоматических КА прошел в них полный объём комплексных тепловакуумных испытаний, задача которых состояла в проверке способности системы терморегулирования поддерживать температурный режим в заданных пределах на всех этапах эксплуатации.

## Реализация проекта
Все космические аппараты серии М-73 успешно прошли весь цикл наземных испытаний. Запуски этих автоматических космических аппаратов в соответствии с советской программой исследования космического пространства и планет солнечной системы осуществлены в июле — августе 1973 года.

## Ракета-носитель
Для выведения КА серии М-73 использована четырёхступенчатая ракета-носитель «Протон-К» стартовой массой 690 тонн, укомплектованная такими же составляющими, как при запуске КА серии М-71.

## Полёт

### Управление полётом
Для работы с КА серии М-73 использован наземный радиотехнический комплекс «Плутон», расположенный на НИП-16 близ Евпатории. При приеме информации с космических аппаратов на больших расстояниях для повышения потенциала радиолинии применено суммирование сигналов с двух антенн АДУ 1000 (К2 и К3) и одной антенны КТНА-200 (К-6). Выдача команд осуществляется через антенны АДУ 1000 (К1) и П 400П (К8) на второй площадке НИП-16. Обе антенны оснащены передатчиками дециметрового диапазона «Гарпун-4», способными излучать мощность до 200 кВт.
С точки зрения сеансного управления КА в логику функционирования бортовых систем внесены некоторые изменения: для аппаратов М-73П исключён типовой сеанс 6Т, предназначенный для торможения и выхода на орбиту спутника Марса.

## Выполнение программы полета
Схема полёта АМС «Марс-5» предусматривала три коррекции траектории, торможение вблизи Марса и выход на эллиптическую орбиту.
В 1971 году окно запуска аппаратов на Марс было более благоприятным. Тогда же были запущены советские станции «Марс-2» и «Марс-3», а также американская «Маринер-9». Через два года взаимное расположение Земли и Марса требовало более высокую скорость полёта. Для обеспечения требуемой скорости советским АМС необходимо было снизить массу полезной нагрузки.
Для АМС, стартовавших в 1973 году, была принята так называемая двухпусковая схема полёта, согласно которой задачи вывода искусственного спутника и спускаемого аппарата возлагались на станции разных типов. Задачей АМС «Марс-5» являлся выход на орбиту Марса.
«Марс-5» был запущен 25 июля 1973 года с космодрома Байконур с помощью ракеты-носителя Протон УР-500К/РБ (SL-12). Старт к Марсу осуществлен вторым включением двигательной установки разгонного блока Д через ~ 1 час 20 минут пассивного полета по промежуточной околоземной орбите высотой 177,5×163,3 км. В 23 часа 14 минут 52,2 секунды произошло отделение КА от разгонного блока.
Совершив три коррекции траектории и торможение вблизи Марса, АМС вышла на орбиту вокруг Марса 12 февраля 1974 года. Однако, сразу после этого была обнаружена разгерметизация приборного отсека орбитального блока, в котором располагались электронные блоки служебных систем и научной аппаратуры. Разработчики предположили, что на этапе торможения или сразу после него аппарат столкнулся с микрометеором. Расчёты показывали, что АМС сможет проработать не более трёх недель.
В связи со значительным уменьшением срока работы станции на орбите, было начато спешное выполнение научной программы. Фототелеметрические камеры успели израсходовать 108 кадров из имеющихся 960. Из-за спешки многие кадры не удавались. Всего с АМС «Марс-5» было получено 43 снимка нормального качества, в том числе 15 с помощью короткофокусной «Вега-3МСА» и 28 — длиннофокусной «Зуфар-2СА». Последний сеанс связи был осуществлён 28 февраля 1974 года.

### Результаты
Программа полета КА «Марс-5» выполнена не в полном объёме.
Однако, несмотря на короткий срок активного существования КА «Марс-5», в ходе межпланетного перелета и с орбиты ИСМ с его помощью проведены следующие наблюдения и измерения:
- во время полета по трассе Земля — Марс с помощью спектрометров ионов и электронов выполнены измерения энергии частиц солнечного ветра, состава частиц, температуры и скорости отдельных компонентов солнечной плазмы;
- проведено двухчастотное радиопросвечивание атмосферы Марса, получены оценки давления в нижней атмосфере, а также характеристики ионосферы планеты;
- проведена съемка поверхности Марса с помощью ФТУ (108 кадров) и телефотометров (4 панорамы);
- проведены исследования свойств поверхности и грунта по их радиационным характеристикам, получены спектры гамма-излучения марсианских пород;
- с помощью инфракрасного радиометра измерены яркостные температуры грунта вдоль трассы полета спутника;
- с помощью инфракрасного спектрофотометра получено несколько сотен спектров в интервале от 2 до 5 мкм, с помощью которых определялись состав марсианского грунта и его структура;
- измерено содержание водяного пара в атмосфере Марса;
- с помощью фотометра обнаружено наличие озона в атмосфере Марса;
- получены детальные данные о температуре верхней атмосферы планеты;
- проведены измерения параметров межпланетных магнитных полей и магнитного поля Марса.